# Louis Burstein
Pour les articles homonymes, voir Burstein.

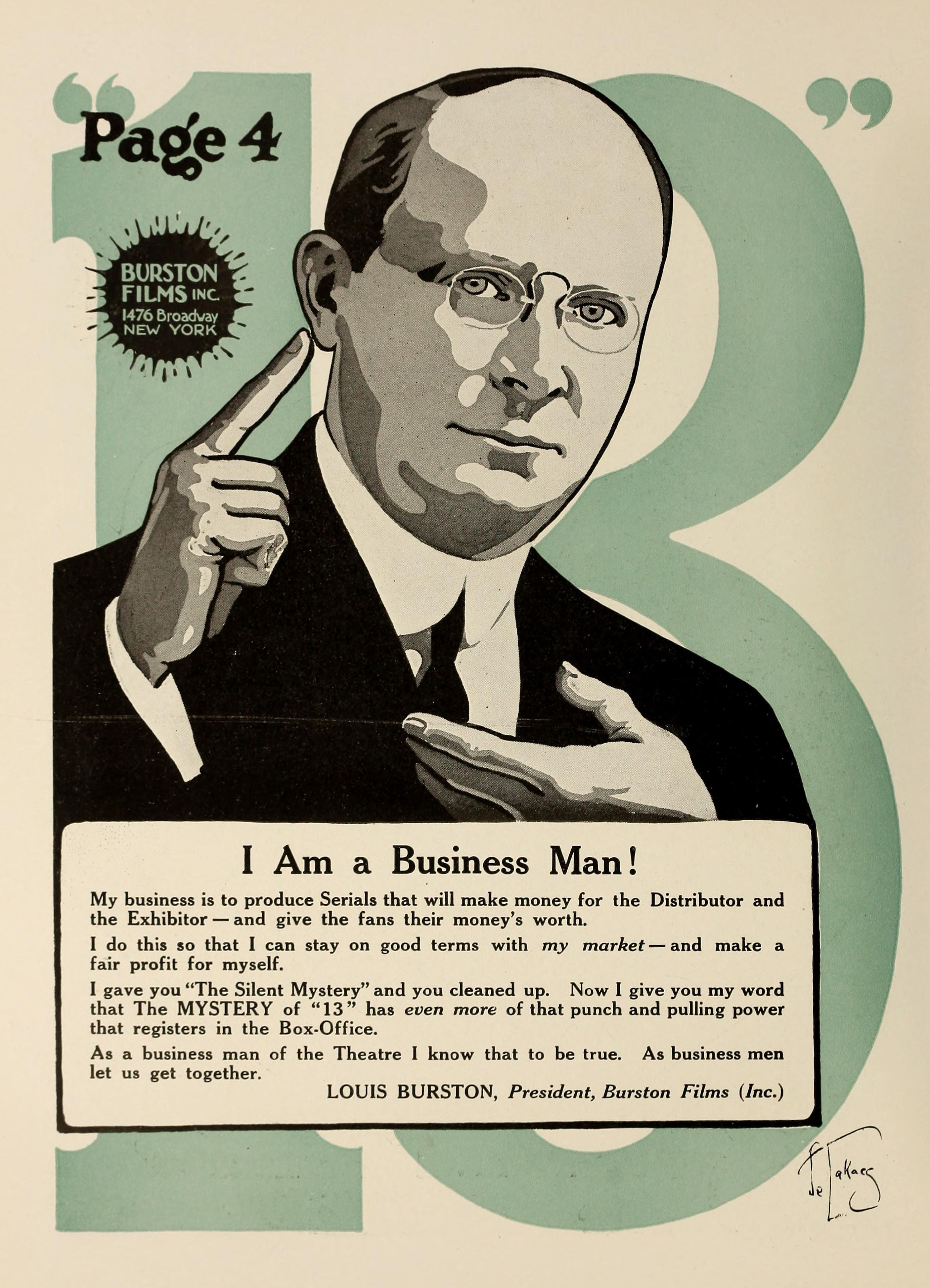
Publicité pour The Mystery of 13

Louis Burstein (1878-1923) est un producteur du cinéma américain né en Russie et décédé en 1923 en Californie.

## Biographie
Louis Burstein, connu vers la fin de sa vie comme Louis Burston, est un producteur de cinéma associé à quatre sociétés de production qu'il a créées ou dirigées de 1915 à sa mort accidentelle le 23 mars 1923.
Wizard Film Company, la première, à l'existence éphémère, produit des films de Bobby Burns et Walter Stull mais rapidement il s'associe à Mark M. Dintenfass pour racheter une maison de production en faillite. Il s'agit de la Lubin Manufacturing Company, une des premières société de production américaine fondée par Siegmund Lubin en 1902. La nouvelle société, la Vim Comedy Film Company représente la plus grosse activité de Louis Burstein durant sa carrière. Elle est destinée à produire des courts métrages de comédie burlesque avec les mêmes acteurs rejoints par Oliver Hardy et Billy Bletcher.
En 1917, il déplace ses activités sur Hollywood et rejoint la côte Ouest des États-Unis. Il fonde alors la King-Bee Films Corporation qui produit avec succès les comédies de Billy West, un imitateur du personnage de Charlie Chaplin, Charlot. Oliver Hardy qui l'a suivi y tient la plupart du temps, le deuxième rôle-titre. Le réalisateur de l'équipe est Arvid E. Gillstrom.
Fin 1918 il crée une nouvelle société de production en fonds propres, la Burston Films Inc. sous son nom qu'il « américanise ». Il y produit Francis Ford (le frère aîné de John Ford) et W. S. Van Dyke.
Le 23 mars 1923, il décède dans une collision de sa voiture avec un train près de Pomona et il est enterré au Home of Peace Memorial Park à Los Angeles.

## Filmographie

### Wizard Film Company
- 1915 : The Tangles of Pokes and Jabs (CM)
- 1915 : Two for a Quarter (CM)
- 1915 : One Busy Day (CM)
- 1915 : A Quiet Game (CM)
- 1915 : Mashers and Splashers (CM)
- 1915 : Juggling the Truth (CM)
- 1915 : In Clover (CM)
- 1915 : The Crazy Clock Maker (CM)

### Vim Comedy Film Company
- 1915 : The Midnight Prowlers (CM)
- 1915 : A Pair of Birds (CM)
- 1915 : Pressing Business (CM)
- 1915 : Love, Pepper and Sweets (CM)
- 1915 : Strangled Harmony (CM)
- 1915 : Speed Kings (CM)
- 1915 : Mixed and Fixed (CM)
- 1915 : Ups and Downs (CM)
- 1916 : This Way Out (CM)
- 1916 : Chickens (CM)
- 1916 : Frenzied Finance (CM)
- 1916 : A Special Delivery (CM)
- 1916 : Busted Hearts (CM)
- 1916 : A Sticky Affair (CM)
- 1916 : The Getaway (CM)
- 1916 : Bungles' Rainy Day (CM)
- 1916 : The High Sign (CM)
- 1916 : One Too Many (CM)
- 1916 : Pluck and Luck (CM)
- 1916 : Bungles Enforces the Law (CM)
- 1916 : Love and Lather (CM)
- 1916 : The Serenade (CM)
- 1916 : The Artist's Model (CM)
- 1916 : Bungles' Elopement (CM)
- 1916 : Their Wedding Day (CM)
- 1916 : Nerve and Gasoline (CM)
- 1916 : A Pair of Skins (CM)
- 1916 : Bungles Lands a Job (CM)
- 1916 : Behind the Footlights (CM)
- 1916 : Their Vacation (CM)
- 1916 : Anvils and Actors (CM)
- 1916 : Mamma's Boys (CM)
- 1916 : In the Ring (CM)
- 1916 : The Battle Royal (CM)
- 1916 : The Sleuths (CM)
- 1916 : All for a Girl (CM)
- 1916 : Hired and Fired (CM)
- 1916 : What's Sauce for the Goose (CM)
- 1916 : The Rivals (CM)
- 1916 : The Brave Ones (CM)
- 1916 : Home-Made Pies (CM)
- 1916 : The Water Cure (CM)
- 1916 : The Pretenders (CM)
- 1916 : Thirty Days (CM)
- 1916 : A Fair Exchange (CM)
- 1916 : Baby Doll (CM)
- 1916 : Villains and Violins (CM)
- 1916 : The Schemers (CM)
- 1916 : The Land Lubbers (CM)
- 1916 : Sea Dogs (CM)
- 1916 : A Dollar Down (CM)
- 1916 : Hungry Hearts (CM)
- 1916 : The Raid (CM)
- 1916 : Never Again (CM)
- 1916 : For Better or Worse (CM)
- 1916 : Better Halves (CM)
- 1916 : For Value Received (CM)
- 1916 : A Day at School (CM)
- 1916 : Furnished Rooms (CM)
- 1916 : Spaghetti (CM)
- 1916 : The Great Safe Tangle (CM)
- 1916 : Aunt Bill (CM)
- 1916 : Help! Help! (CM)
- 1916 : The Heroes (CM)
- 1916 : What'll You Have? (CM)
- 1916 : Human Hounds (CM)
- 1916 : Wait a Minute (CM)
- 1916 : Dreamy Knights (CM)
- 1916 : Rushing Business (CM)
- 1916 : Life Savers (CM)
- 1916 : Comrades (CM)
- 1916 : Their Honeymoon (CM)
- 1916 : The Try Out (CM)
- 1916 : An Aerial Joyride (CM)
- 1916 : The Reward (CM)
- 1916 : Sidetracked (CM)
- 1916 : A Bag of Trouble (CM)
- 1916 : Stranded (CM)
- 1916 : Payment in Full (CM)
- 1916 : The Man Hunters (CM)
- 1916 : Love and Duty (CM)
- 1916 : The Reformers (CM)
- 1916 : Tangled Ties (CM)
- 1916 : Royal Blood (CM)
- 1916 : Strictly Business (CM)
- 1916 : The Candy Trail (CM)
- 1916 : Watch Your Watch (CM)
- 1916 : The Precious Parcel (CM)
- 1916 : Here and There (CM)
- 1916 : Home Made Horrors (CM)
- 1916 : A Maid to Order (CM)
- 1916 : The Frame-Up (CM)
- 1916 : Twin Flats (CM)
- 1916 : In the Ranks (CM)
- 1916 : A Warm Reception (CM)
- 1916 : Hot Dogs (CM)
- 1916 : Gay Deceivers (CM)
- 1916 : Pipe Dreams (CM)
- 1916 : Good and Proper (CM)
- 1916 : Mother's Child (CM)
- 1916 : Prize Winners (CM)
- 1916 : Ambitious Ethel (CM)
- 1916 : The Guilty Ones (CM)
- 1916 : A Rare Boarder (CM)
- 1916 : What's the Use (CM)
- 1916 : He Winked and Won (CM)
- 1916 : He Went and Won (CM)
- 1916 : Reckless Romeos (CM)
- 1916 : Fat and Fickle (CM)
- 1916 : Before the Show (CM)
- 1917 : Terrible Kate (CM)
- 1917 : Play Ball (CM)
- 1917 : His Movie Mustache (CM)
- 1917 : The Boycotted Baby (CM)
- 1917 : The Love Bugs (CM)
- 1917 : Bad Kate (CM)
- 1917 : The Pest (CM)
- 1917 : The Other Girl (CM)
- 1917 : Art and Paint (CM)
- 1917 : A Mix Up in Hearts (CM)
- 1917 : This Is Not My Room (CM)
- 1917 : Wanted - A Bad Man (CM)

### King Bee Studios
- 1917 : Back Stage d'Arvid E. Gillstrom (CM)
- 1917 : The Hero d'Arvid E. Gillstrom (CM)
- 1917 : Dough Nuts d'Arvid E. Gillstrom (CM)
- 1917 : Cupid's Rival d'Arvid E. Gillstrom (CM)
- 1917 : The Villain d'Arvid E. Gillstrom (CM)
- 1917 : The Millionaire d'Arvid E. Gillstrom (CM)
- 1917 : The Goat d'Arvid E. Gillstrom (CM)
- 1917 : The Fly Cop d'Arvid E. Gillstrom (CM)
- 1917 : The Chief Cook d'Arvid E. Gillstrom (CM)
- 1917 : The Candy Kid d'Arvid E. Gillstrom (CM)
- 1917 : The Hobo d'Arvid E. Gillstrom (CM)
- 1917 : The Pest d'Arvid E. Gillstrom  (CM)
- 1917 : The Band Master d'Arvid E. Gillstrom (CM)
- 1917 : The Slave d'Arvid E. Gillstrom (CM)
- 1918 : The Stranger d'Arvid E. Gillstrom (CM)
- 1918 : Bright and Early de Charley Chase (CM)
- 1918 : The Rogue d'Arvid E. Gillstrom (CM)
- 1918 : His Day Out d'Arvid E. Gillstrom (CM)
- 1918 : The Orderly d'Arvid E. Gillstrom (CM)
- 1918 : The Scholar d'Arvid E. Gillstrom (CM)
- 1918 : The Messenger d'Arvid E. Gillstrom (CM)
- 1918 : The Handy Man de Charley Chase (CM)
- 1918 : The Straight and Narrow (en) de Charley Chase  (CM)
- 1918 : Playmates de Charley Chase (CM)
- 1918 : Beauties in Distress (en) de Charley Chase (CM)

### Burston Films Inc.
Sous le nom de Louis Burston
- 1918 : The Silent Mystery de Francis Ford (CM)
- 1919 : Crimson Shoals de Francis Ford (Monopol Film Company)
- 1919 : The Hawk's Trail (en) de W. S. Van Dyke (CM)
- 1919 : The Mystery of 13 de Francis Ford (CM)
- 1921 : The Great Reward (en) de Francis Ford (CM)
- 1922 : Forget Me Not de W. S. Van Dyke (CM)